# Bure (België)
Bure is een dorp en deelgemeente van de Belgische gemeente Tellin, provincie Luxemburg. Tot 1 januari 1977 was het een zelfstandige gemeente.

## Geschiedenis
Er staat een kasteelhoeve die teruggaat tot de 15e eeuw en toebehoorde aan de Sint-Hubertusabdij. In het dorp was ook een gemeenschap lekenbroeders van die abdij gevestigd.
Tijdens het Ardennenoffensief is zwaar gevochten in Bure. Tussen 23 december 1944 en 9 januari 1945 heroverde de SAS het dorp. Daarbij lieten een zestigtal Britten en drie Belgen het leven.

## Demografische ontwikkeling
- Bronnen:NIS, Opm:1831 tot en met 1970=volkstellingen, 1976= inwoneraantal op 31 december

## Geboren
De kunstschilder Lambert Mathieu werd hier in 1804 geboren.
|  |  |

Deelgemeenten: Bure · Grupont · Resteigne · Tellin
Belgische gemeenten · Arrondissement Neufchâteau · Luxemburg · Wallonië